# Nam Hoa AA
Câu lạc bộ bóng đá Nam Hoa (còn gọi là SCAA, giản thể: 南华体育会; phồn thể: 南華體育會) là một câu lạc bộ thể thao Hồng Kông thi đấu tại sân vận động Hồng Kông. Đội bóng đá thi đấu ở các giải đấu cấp cao nhất của Hồng Kông, Giải bóng đá hạng nhất Hồng Kông. Đây là câu lạc bộ bóng đá với hầu hết các danh hiệu tại Hồng Kông đã giành được kỷ lục 40 danh hiệu vô địch giải đấu. Họ cũng đã giành được 31 Senior Shields, 9 FA Cup và 2 League Cup.
Biệt danh là "Thiếu Lâm Tự" và "Caroliners", Nam Hoa AA đã sản sinh nhiều cầu thủ bóng đá vĩ đại Hồng Kông trong những năm qua. Trong tháng 11 năm 2007 câu lạc bộ tiến hành hợp tác với tổ chức từ thiện Hồng Kông Hội Chữ thập đỏ. Quan hệ đối tác là một người tiên phong giữa một hiệp hội thể thao và một tổ chức nhân đạo ở Hồng Kông.

## Lịch sử

### Thời gian sớm

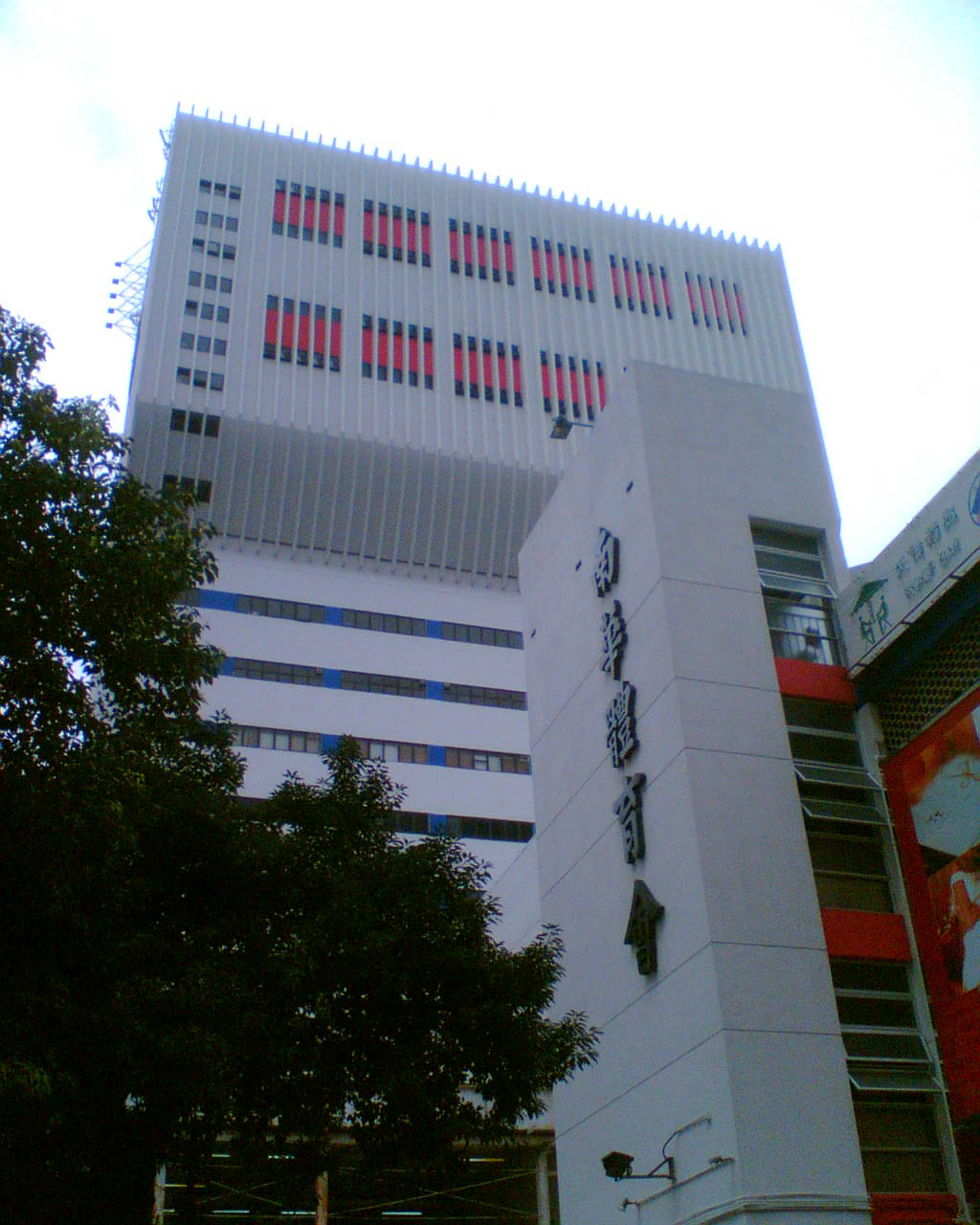
The club house building on Caroline Hill.

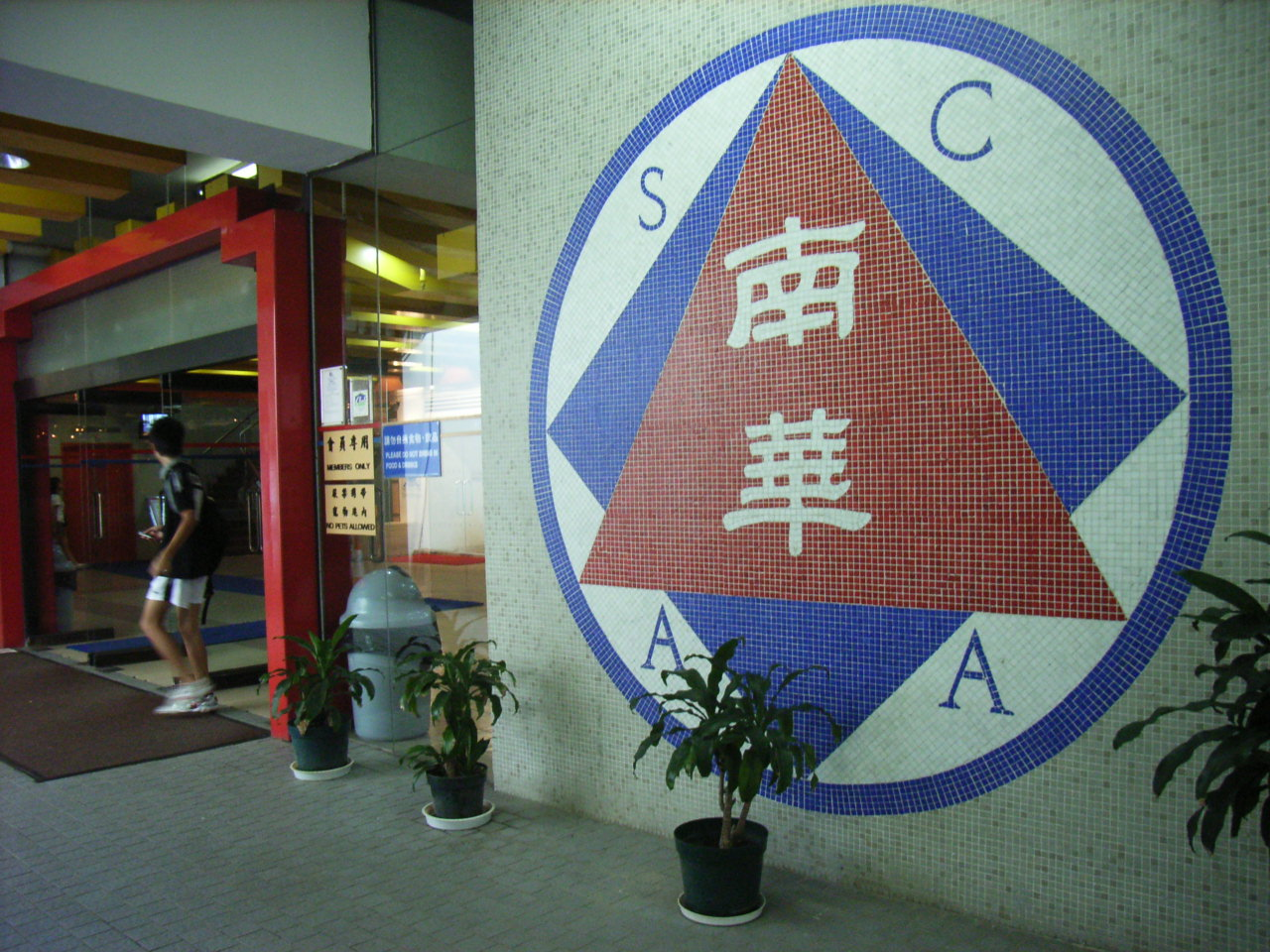
The club's entrance on Caroline Hill.

Đội bóng đá Trung Quốc được thành lập vào năm 1904 bởi một nhóm các sinh viên Trung Quốc ở Hồng Kông, bao gồm Mạc Khánh và Đường Phúc Tường, đội trưởng của đội bóng đá quốc gia Trung Quốc trong thập niên 1910). Năm 1910, nhóm nghiên cứu đã được đổi tên thành câu lạc bộ bóng đá Nam Hoa.
Tại Far Eastern Games 1917 và Far Eastern Games 1919 (còn được gọi là Thế vận hội đấu Viễn Đông), câu lạc bộ đại diện cho Trung Hoa Dân Quốc và giành chức vô địch bóng đá. Đây là đội duy nhất ở Hồng Kông trong lịch sử thể thao để có thực hiện chiến công này. Trung Quốc bị thua trong trận chung kết với Philippines trong lần đầu tiên được tổ chức, vào năm 1913, nhưng ở bên cạnh đội bóng đã giành mọi thời gian, phải thông qua cho đến khi FECG cuối cùng được tổ chức vào năm 1934. Nhân dịp đó Trung Quốc đã chiến thắng cùng Nhật Nhật Bản. Trong suốt những giải đấu, phần lớn các đội Trung Quốc được gọi là từ các cầu thủ SCAA.
Vào năm 1920, Hiệp hội thể thao Nam Hoa được thành lập bởi Mạc Khánh.
Khoảng 1920-1922, câu lạc bộ chính thức thông qua tên hiện tại của Hiệp hội thể thao Nam Hoa và đa dạng hóa thể thao khác như bóng rổ.

### Thập niên 1980
Từ khi thành lập, Nam Hoa đã có một chính sách toàn Trung Quốc chỉ ra sân chơi Trung Quốc. Ngay cả cầu thủ nước ngoài của họ là những cầu thủ nước ngoài của Trung Quốc như Edmund Wee, Cừu Chí Cường, Trần Quốc Lương, vv Cho đến những năm 1980, chính sách này đã rất thành công. Nhưng khi bóng đá chuyên nghiệp cất cánh tại Hồng Kông, câu lạc bộ không thể đối phó với sự tràn vào của cầu thủ nước ngoài và thực hiện kém vào đầu mùa giải 1981-1982. Vào ngày 2 tháng 11 năm 1981, câu lạc bộ đã bỏ phiếu chấm dứt chính sách toàn Trung Quốc trên 60 tuổi của mình.
Mặc dù câu lạc bộ đã có thể tránh xuống hạng mùa giải đó, nó không phải là sự cố miễn phí. Vào ngày 06 Tháng Sáu 1982, sau khi câu lạc bộ đã thu hút một trận đấu hết sức quan trọng với Caroline Hill FC, người hâm mộ nổi loạn bên ngoài sân vận động lây lan vào Causeway Bay. Các cuộc bạo loạn là rối loạn dân sự lớn nhất tại Hồng Kông kể từ khi bạo loạn cánh tả vào năm 1967.

### Những năm 2000
Khi họ thất bại trong việc đánh bại dân trong trận đấu cuối cùng của mùa giải 2005-06, Nam Hoa đã bị chuyển xuống lần đầu tiên kể từ năm 1983. Tuy nhiên, vào ngày 14 tháng 6 năm 2006, Liên đoàn bóng đá Hồng Kông chấp thuận một yêu cầu từ Nam Hoa vẫn còn trong việc phân chia đầu tiên với lời hứa tăng cường đội hình. Sống đúng với lời của họ, Nam Hoa đã củng cố đội hình và huấn luyện nhân viên. Kết quả là, Nam Trung Quốc lấy lại thành công trong danh hiệu đầu tiên trong mùa giải 2006/2007, và vô địch FA Cup Hồng Kông, đạt cú ăn ba lịch sử.
Nhóm nghiên cứu đã đi từ sức mạnh đến sức mạnh, trong khi nhóm nghiên cứu đã có tiếp tục thành công trên mặt trận trong nước, chiến thắng ba chức vô địch liên tiếp trong quá trình này, nó cũng đã thành công trong các cuộc thi câu lạc bộ quốc tế khác. Đội bóng đã lọt vào bán kết của AFC Cup 2009/2010. Sự thành công của Nam Hoa đã chứng kiến sự lên đội trong bảng xếp hạng câu lạc bộ thế giới cao mới của họ 145, thậm chí vượt qua các câu lạc bộ của Trung Quốc đại lục được coi là một tiêu chuẩn tốt hơn so với các câu lạc bộ ở Hồng Kông. Trong những năm gần đây, Nam Trung Quốc đã tham gia vào một số cuộc triển lãm trước mùa giải phù hợp với các câu lạc bộ châu Âu, với sự đáng chú ý nhất là một chiến thắng 2-0 trước đội bóng Anh thi đấu ở Premier League, Tottenham Hotspur.
Phần lớn sự thành công gần đây đã được quy cho Chủ tịch hiện tại, Steven Lo, với ý thức kinh doanh khôn ngoan của mình, ông đã xây dựng lại đội bóng như một thương hiệu, và đã đóng một vai trò quan trọng trong nhen quan tâm đến Hồng Kông Football League. Nam Hoa đã tái tạo hình ảnh của mình và đã hợp tác với một số tổ chức và thương hiệu. Năm 2007, Nam Hoa đã tham gia vào một quan hệ đối tác với Hội Chữ thập đỏ Hồng Kông. Quan hệ đối tác là một người tiên phong giữa một hiệp hội thể thao và một tổ chức nhân đạo tại Hồng Kông, và Hàn Quốc là đội bóng đầu tiên bao giờ chịu biểu tượng chữ thập đỏ trên bộ chính thức. Việc bổ nhiệm các thương hiệu thời trang Giorgio Armani là thợ may chính thức, đã cho phép Nam Hoa để tham gia một số thương hiệu ưu tú nhất thế giới, với thương hiệu được liên kết với Chelsea và đội tuyển quốc gia Anh. Trong lễ kỷ niệm 100 năm thành lập của Nam Trung Quốc Đội tuyển bóng đá, nhà thiết kế nổi tiếng thế giới Philippe Starck đã tạo ra một phiên bản đặc biệt của "Chủ tịch bán đảo", với khuôn mặt của các đội và Chủ tịch in trên.
Nicky Butt và Mateja Kezman chơi cho Nam Hoa vào mùa giải 2010 - mùa giải 2011.

## Thành tích
Theo truyền thống, câu lạc bộ nổi tiếng nhất trong thành phố, SCAA cũng là câu lạc bộ bóng đá thành công nhất tại Hồng Kông, vô địch 38 lần (Tất cả thời gian xếp hạng 1), Senior Shield 28 lần (Tất cả thời gian xếp hạng 1), Viceroy Cup 8 lần, FA Cup 9 lần (Tất cả thời gian xếp hạng 1) và League Cup hai lần. Đội bóng đã giành được tất cả các danh hiệu chính trong 4 mùa 1987-1988 và 1990-1991. Trong tháng 11 năm 2001, đội bóng đã được trao đội AFC của tháng của Liên đoàn bóng đá châu Á.

### Danh hiệu
- Giải bóng đá hạng nhất Hồng Kông

Vô địch (41): 1923–24, 1930–31, 1932–33, 1934–35, 1935–36, 1937–38, 1938–39, 1939–40, 1940–41, 1948–49, 1950–51, 1951–52, 1952–53, 1954–55, 1956–57, 1957–58, 1958–59, 1959–60, 1960–61, 1961–62, 1965–66, 1967–68, 1968–69, 1971–72, 1973–74, 1975–76, 1976–77, 1977–78, 1985–86, 1986–87, 1987–88, 1989–90, 1990–91, 1991–92, 1996–97, 1999–2000, 2006–07, 2007–08, 2008–09, 2009–10, 2012–13
Á quân (16): 1928–29, 1946–47, 1953–54, 1955–56, 1964–65, 1966–67, 1972–73, 1980–81, 1984–85, 1988–89, 1992–93, 1994–95, 1995–96, 1997–98, 1998–99, 2010–11
- Giải bóng đá hạng nhì Hồng Kông

Vô địch (5): 1917–18, 1925–26, 1933–34, 1951–52, 1952–53
Á quân (?):
- Senior Challenge Shield Hồng Kông

Winners (31): 1928–29, 1930–31, 1932–33, 1934–35, 1935–36, 1936–37, 1937–38, 1938–39, 1940–41, 1948–49, 1954–55, 1956–57, 1957–58, 1958–59, 1960–61, 1961–62, 1964–65, 1971–72, 1985–86, 1987–88, 1988–89, 1990–91, 1995–96, 1996–97, 1998–99, 1999–2000, 2001–02, 2002–03, 2006–07, 2009–10, 2013–14
Á quân (?):
- Viceroy Cup Hồng Kông

Vô địch (8): 1971–72, 1979–80, 1986–87, 1987–88, 1990–91, 1992–93, 1993–94, 1997–98
Á quân (7): 1973–74, 1974–75, 1984–85, 1985–86, 1989–90, 1991–92, 1995–96
- FA Cup Hồng Kông

Vô địch (10): 1984–85, 1986–87, 1987–88, 1989–90, 1990–91, 1995–96, 1998–99, 2001–02, 2006–07, 2010–11
Á quân (4): 1975–76, 1985–86, 1997–98, 2000–01
- League Cup Hồng Kông

Vô địch (3): 2001–02, 2007–08, 2010–11
- Junior Challenge Shield Hồng Kông

Vô địch (9): 1947–48, 1950–51, 1952–53, 1953–54, 1954–55, 1956–57, 1957–58, 1958–59, 1966–67
Á quân (?):
- Community Shield Hồng Kông

Á quân (1): 2009

## Đội hình hiện tại

### Đội hình chính
Ghi chú: Quốc kỳ chỉ đội tuyển quốc gia được xác định rõ trong điều lệ tư cách FIFA. Các cầu thủ có thể giữ hơn một quốc tịch ngoài FIFA.
| Số | VT | Quốc gia  | Cầu thủ                     |
| -- | -- | --------- | --------------------------- |
| 1  | TM | Hồng Kông | Lương Hưng Kiệt             |
| 4  | HV | Hồng Kông | Tạ Gia Cường                |
| 5  | HV | Hồng Kông | Tước Đình Phong             |
| 6  | HV | Hồng Kông | Andrew Russell              |
| 7  | TĐ | Hồng Kông | Trần Tiêu Kỳ                |
| 8  | TĐ | Ghana     | Mahama AwalFP               |
| 10 | TV | Brasil    | Luiz Carlos Vieira JúniorFP |
| 12 | TM | Ecuador   | Cristian MoraFP             |
| 13 | HV | Hồng Kông | Trương Kiện Phong           |
| 15 | HV | Hồng Kông | Trần Vỹ Hào (đội trưởng)    |
| 16 | TV | Hồng Kông | Trần Tiêu Quân              |
| 17 | TV | Hồng Kông | Lương Chấn Bang             |
| 19 | TV | Hồng Kông | Trần Văn Huy                |

| Số | VT | Quốc gia  | Cầu thủ                          |
| -- | -- | --------- | -------------------------------- |
| 20 | TV | Hồng Kông | Lưu Trác Hiên                    |
| 21 | HV | Hồng Kông | La Hiểu Thông                    |
| 22 | HV | Serbia    | Bojan MalisicFP                  |
| 23 | HV | Hồng Kông | Xa Nhuận Thu                     |
| 25 | TM | Hồng Kông | Điền Văn Hào                     |
| 26 | HV | Hồng Kông | Moses Mensah                     |
| 27 | TV | Hồng Kông | Lê Diệu Xương                    |
| 28 | TV | Hồng Kông | Lương Tử Thành                   |
| 33 | TĐ | Ecuador   | Félix Alexander Borja ValenciaFP |
| 38 | TĐ | Úc        | Ryan GriffithsFP                 |
| 76 | HV | Hồng Kông | Trương Chí Dũng                  |
| 90 | TĐ | Hồng Kông | Lâm Học Hy                       |
| -  | TĐ | Hồng Kông | Wisdom Fofo Agbo                 |

### Cầu thủ được cho mượn
Ghi chú: Quốc kỳ chỉ đội tuyển quốc gia được xác định rõ trong điều lệ tư cách FIFA. Các cầu thủ có thể giữ hơn một quốc tịch ngoài FIFA.
| Số | VT | Quốc gia | Cầu thủ                            |
| -- | -- | -------- | ---------------------------------- |
| 14 | TĐ | Nhật Bản | Yuto Nakamura (đến Hoàng Đại Tiên) |

### Cầu thủ mang nhiều quốc tịch
- Xa Nhuận Thu (Cầu thủ nhập tịch, thi đấu cho đội tuyển bóng đá quốc gia Hồng Kông)
- Tạ Gia Cường (Cầu thủ nhập tịch)
- Andrew Russell (Cầu thủ nhập tịch)
- Evan Kostopoulos (Cầu thủ nhập tịch)
- Moses Mensah (Cầu thủ nhập tịch)
- Wisdom Fofo Agbo (Cầu thủ nhập tịch, thi đấu cho đội tuyển bóng đá quốc gia Hồng Kông)
- Lương Tử Thành (Cầu thủ nhập tịch)